# Campeonato Mundial de Atletismo de 2015 - Mestres 800 m masculino
A prova dos 800 metros mestres masculino do Campeonato Mundial de Atletismo de 2015 foi um evento especial realizado no dia 29 de agosto no Estádio Nacional de Pequim, em Pequim. Todos os atletas participantes encontram-se no grupo W50 (com mais de 50 anos de idade). 

## Medalhas
| Ouro              | Prata                   | Bronze               |
| David Heath (GBR) | Gunnar Rune Durén (SWE) | Michael Sherar (CAN) |

## Cronograma
Todos os horários são locais (UTC+8).
| Data         | Hora  | Evento |
| ------------ | ----- | ------ |
| 29 de agosto | 17:50 | Final  |

### Final
A prova ocorreu ás  17:50.
| Colocação         | Faixa | Babador | Atleta                 | Nacionalidade  | Tempo   | Notas |
| ----------------- | ----- | ------- | ---------------------- | -------------- | ------- | ----- |
| Medalha de ouro   | 7     | 1106    | David Heath M50        | Grã-Bretanha   | 2:00.92 |       |
| Medalha de prata  | 6     | 1101    | Gunnar Rune Durén M50  | Suécia         | 2:03.41 |       |
| Medalha de bronze | 9     | 1102    | Michael Sherar M50     | Canadá         | 2:03.61 |       |
| 4                 | 5     | 1107    | Anselm Lebourne M55    | Estados Unidos | 2:03.75 |       |
| 5                 | 8     | 1110    | Benoït Zavattero M55   | França         | 2:04.47 |       |
| 6                 | 3     | 1105    | Peter Oberliessen M50  | Alemanha       | 2:05.08 |       |
| 7                 | 8     | 1108    | Allan Francis Cook M50 | Austrália      | 2:05.59 |       |
| 8                 | 2     | 1104    | Giuseppe Romeo M50     | Itália         | 2:07.32 |       |
| 9                 | 1     | 1109    | Chunsheng Wang M50     | China          | 2:08.78 |       |
| 10                | 4     | 1103    | Paul George Osland M50 | Canadá         | 2:10.60 |       |

Legenda
| Recorde mundial       | Recorde mundial (World record)               |                       | Recorde africano                      | Recorde africano (African) |                                           | Q | Classificado por posição (Qualified) |
| Recorde do campeonato | Recorde do campeonato (Championship record)  | Recorde da América    | Recorde da América (Americas)         | q                          | Classificado por melhor tempo (Qualified) |   |                                      |
| Melhor marca do ano   | Melhor marca do ano (World leading)          | Recorde asiático      | Recorde asiático (Asian)              | DNS                        | Não largou (Did not start)                |   |                                      |
| Recorde nacional      | Recorde nacional (National record)           | Recorde europeu       | Recorde europeu (European)            | DNF                        | Não terminou (Did not finish)             |   |                                      |
| Recorde pessoal       | Recorde pessoal do atleta (Personal best)    | Recorde da Oceania    | Recorde da Oceania (Oceania)          | DSQ / DQ                   | Desclassificado (Disqualified)            |   |                                      |
| Recorde da temporada  | Recorde da temporada do atleta (Season best) | Recorde sul-americano | Recorde sul-americano (South America) | NM                         | Sem marca (No mark)                       |   |                                      |